# St. Clair Township (Butler County, Ohio)
St. Clair Township ist eines von dreizehn Townships des Butler Countys im US-Bundesstaat Ohio. Nach der Volkszählung im Jahr 2000 waren hier 7336 Einwohner registriert. Das Township ist benannt nach dem General des Unabhängigkeitskriegs Arthur St. Clair.

## Geografie
St. Clair Township liegt etwas nordöstlich des geografischen Zentrums des Butler Countys im Südwesten von Ohio und grenzt im Uhrzeigersinn an die Townships: Wayne Township, Madison Township, Fairfield Township, Ross Township, Hanover Township und Milford Township.

## Verwaltung
Das Township wird durch ein Board of Trustees, bestehend aus drei gewählten Mitgliedern, verwaltet. Zwei Personen werden jeweils im Jahr nach der Präsidentschaftswahl gewählt und eine jeweils im Jahr davor. Die Amtszeit dauert in der Regel vier Jahre und beginnt jeweils am 1. Januar. Daneben gibt es noch einen Township Clerk (zuständig für Finanzen und Budget), der ebenfalls im Jahr vor der Präsidentschaftswahl auf eine vierjährige Amtszeit gewählt wird. Dessen Amtszeit beginnt jeweils am 1. April.